# クルナ県
クルナ県（クルナけん）は、バングラデシュの県である。クルナ管区の一部に置かれる。面積4394.45kmを有し、周囲では北にジョソール県やナライル県と、南にはベンガル湾と、東にはバゲルハット県と、そして西にはシャスキラ県とそれぞれ接する。

## 歴史
クルナという名はヒンドゥー教の神であるクレシュワリの後に名づけられていった。1947年、クルナ県には52％のヒンドゥー教徒が暮らしているがインドよりもパキスタンからの民族が増やされていき、今はこの県内での約80％がムスリム人である。現在このクルナ県はバングラデシュの県の中での面積が３番目に大きい。

## 地理
クルナ県に流れる川としてルプサ川やアルパンガチア川、シブサ川、パスル川、そしてコイラ川が流れる。

## 行政区画
クルナ県では現在以下の郡に分かれる。
- テロカダ郡
- バティアガタ郡
- ダコペ郡
- ドゥムリア郡
- ディガリア郡
- コイラ郡
- パイクガッチャ郡
- プルタラ郡
- ルプサ郡

## 経済
クルナには港湾都市があり、この国内の南の地方では最も大きな港湾都市である。モングラ港はこの国内の主要な海港が存在する。ダウラトプールではジュートという繊維の材料の生産地がある。交通網では鉄道や水運が他国の方へ繋がっている。魚介類や塩の産業が発達するにおいての経済面については生命を保つのに必要な役目の場としても置かれる。クルナに粉の生産が近い将来に再開する見込みが国内の新聞の情報などで伝われている。船舶所はバングラデシュの海軍から限られた支給のもとで受け取っている。クルナに織物や硬質繊維板の材料である粉についても所有者のもとで生産の再開の予定がある。

## 教育
クルナの学校での教育においてはジョソールの教育委員会に基づき実施されていて、SSCやHSCといった様々なクラスに分かれる。クルナ県にある学校施設として、

- クルナジラ学校
- ブラジャラル大学
- クルナ大学
- クルナ工科大学
- クルナ医科大学

などがある。

## 周囲の見所など
- シュンドルボンの周囲には世界中でマングローブという森林が大きく広がっている。ベンガルのトラがこの地域に居住する。他に猿や鹿、ワニ、ブタそして鳥などの動物も多く棲みついている[6]。
- 歴史的に知られるシャトコンブージモスク(60ものドームを持つモスク)がバゲルハット県に存在する。それはカン=ジャハーン=アリーの迷路があることで知られる。そのモスクの近くに湖がありワニがそこに潜む。
- クアカタン方面のインド洋から太陽の昇る時や沈む時はよく見られる[7]。